# Peter Janson (Bassist)
Peter Janson (* 1960 in Karlstad) ist ein schwedischer Jazz- und Improvisationsmusiker (Kontrabass, Komposition).

## Wirken
Janson bildete mit Peeter Uuskyla und Per Anders Nilsson das Trio Volapyk (gleichnamiges Album 1985). Bekannt wurde er seit Mitte der 1980er Jahre im Septett Änglaspel, das mehrere Alben vorlegte und immer noch gelegentlich auftritt.
Seitdem ist Janson in der schwedischen und internationalen Jazz- und Improvisationsszene aktiv. Er arbeitete in Projekten von Ken Vandermark, Trilok Gurtu, Per Henrik Wallin, Roland Keijser, Mats Gustafsson, Okay Temiz sowie mit der schwedischen Radiojazzgruppen, betrieb aber auch eigene Projekte und Ensembles. Mit seinem Peter Janson Trio, zu dem Tommy Kotter und Mats Hellberg gehörten, legte er das Album Tung (2001) vor. Im selben Jahr erschien bei Dragon Records sein Album Nordic Meeting, das er mit Anders Bergcrantz, Jörg Huke, John Surman, Tommy Kotter und Alex Riel einspielte und das im Down Beat mit 4,5 Sterne bewertet wurde. Im kollaborativen Trio mit Jonas Kullhammar und Paal Nilssen-Love entstand das Album Live at Glenn Miller Café (2002), gemeinsam mit Per Henrik Wallin und Leif Wennerström das Album Farewell to Sweden (2002).
Janson hat in den meisten europäischen Länder sowie in Nordamerika und Kuba konzertiert. Er wurde im Laufe der Jahre von Kritikern in Schweden und im Ausland sowohl für seine beeindruckende Technik als auch für seine Kreativität gelobt. Er ist auch auf Alben mit 9 Swans Repeat, AALY Trio (zuletzt Sustain), mit ARP, im Daisy, Holmström & Jardemark Quartet, Jazz Unit, Katzen Kapell, Mareld, Thomas Jäderlund Amazing Trio, der Tommy Kotter Unit und dem Per Ödberg Trio zu hören.
Als Komponist schuf Janson die Musik für mehrere Theaterproduktionen, Ausstellungen, Diashows und Dokumentarfilmen. Zudem erhielt er mehrere Kompositionsaufträge von Sveriges Radio.